# Isidro Ortiz
Isidro Ortiz est un réalisateur espagnol né le 13 septembre 1963 à Plasencia.

## Biographie
Isidro Ortiz suit des études de cinéma au London Film Institute et se fait connaître en tant que réalisateur au début des années 2000 grâce à Fausto 5.0, film fantastique primé dans plusieurs festivals.

## Filmographie partielle
- 2001 : Fausto 5.0 (coréalisateurs : Àlex Ollé et Carlus Padrissa)
- 2005 : Somne
- 2008 : Shiver